# Anton Rop
Anton (Tone) Rop [antón róp], slovenski ekonomist in politik, * 27. december 1960, Ljubljana, Slovenija.
Rop je nekdanji slovenski predsednik vlade in nekdanji poslanec Državnega zbora Republike Slovenije.

## Izobraževanje
Anton Rop, znan tudi pod vzdevkom Tone, je obiskoval OŠ Hinka Smrekarja (Ljubljana) in leta 1984 diplomiral na ljubljanski Ekonomski fakulteti; leta 1991 je na EF UL še magistriral. 

## Politika
Med letoma 1985 in 1992 je bil zaposlen kot pomočnik direktorja na Institutu za makroekonomske raziskave in razvoj. Ukvarjal se je s fiskalno informatiko, investicijami v gospodarsko infrastrukturo in z razvojnimi problemi Slovenije. Že leta 1992 se je začel ukvarjati s privatizacijo in bil svetovalec vlade na tem področju. 
Leta 1993 je bil imenovan za državnega sekretarja v Ministrstvu za ekonomske odnose in razvoj, zadolžen je bil za področji privatizacije in regionalnega razvoja. Med letoma 1996 in 2000 je bil minister za delo, družino in socialne zadeve, konec leta 2000 pa je postal minister za finance. Ko je bil dotakratni predsednik vlade Janez Drnovšek leta 2002 izvoljen za predsednika države in je tako moral odstopiti, ga je 19. decembra 2002 nasledil Anton Rop in tako postal četrti premier samostojne Slovenije. Novembra 2004 ga je na položaju predsednika vlade nasledil Janez Janša. Drnovška je nasledil tudi na položaju predsednika Liberalne demokracije Slovenije in po porazu leta 2004 napovedal odstop tudi s te funkcije. 15. oktobra 2005 ga je na tej funkciji nasledil Jelko Kacin.
20. marca 2007 je izstopil iz poslanske skupine LDS, katere vodja je bil. 21. marca 2007 se je pridružil poslanski skupini SD. Poslanec je bil do avgusta 2010, ko je postal podpredsednik Evropske investicijske banke. Leta 2024 je neuspešno kandidiral za guvernerja Banke Slovenije. Četudi je predsednica republike Nataša Pirc Musar njegovo kandidaturo ocenila kot najboljšo, državni zbor predloga ni podprl.

## Zasebno
Njegova partnerica je Melita Župevc.
V letu 2013 je bil spoznan za krivega izdaje tajnih podatkov, a je vrhovno sodišče sodbo razveljavilo in zadevo vrnilo v ponovno sojenje, kjer je bil 2017 oproščen.
2018 je bil promotor kripto projekta 4th Pillar oziroma Četrti steber d.o.o., ki je od kripto vlagateljev preko vložkov v kriptožetone zbral 880.000 EUR, nato pa izginil.